# Place Jean-Monnet
La place Jean-Monnet est une voie située dans le quartier de la Porte-Dauphine du 16e arrondissement de Paris.

## Situation et accès
La place Jean-Monnet est desservie par la ligne 9 à la station Rue de la Pompe.

## Origine du nom
Elle porte le nom de l'homme politique Jean Monnet (1888-1979).

## Historique
La place est créée et prend sa dénomination actuelle par un arrêté municipal du 3 février 1988 sur l'emprise des voies qui la bordent.

## Bâtiments remarquables et lieux de mémoire
- Croisement de la rue Saint-Didier (no 65), de la rue des Belles-Feuilles et de l'avenue Victor-Hugo (no 131 bis) : le 16 janvier 1931 y ouvre le cinéma Victor-Hugo Pathé. La salle en sous-sol compte alors 809 places, dont 307 en balcon. Un bar est aussi installé à l'étage. Les films projetés sont de seconde exclusivité, c'est-à-dire qu'ils ont déjà été diffusés dans les cinémas de l'avenue des Champs-Élysées et des Grands Boulevards. Des travaux ont lieu en 1970 conduisant à la suppression du balcon ; la salle compte maintenant 300 places. Les films y sont désormais projetés en exclusivité mais le cinéma pâtit d'une fréquentation en baisse dans les années 1980, aboutissant à sa fermeture le 29 juillet 1986. Le site accueille désormais un magasin de surgelés. L'immeuble d'origine a néanmoins été conservé[2],[3].